# Síndic personer
El síndic personer era un càrrec municipal, d'elecció popular, que tenia la funció específica de defensar els interessos públics dins els ajuntaments. Va ser creat el 5 de maig 1766, juntament amb els diputats del comú, mitjançant un Auto Acordado del Consell de Castella,.
La creació d'aquests nous càrrecs forma part de les reformes del règim municipal espanyol, com a un intent de donar una resposta al malestar popular manifestat, entre altres coses, a causa de l'encariment dels productes de consum i que dugué als successos coneguts amb el nom de motí de Squillace, del març del 1766. El síndic personer tenia com a finalitat principal garantir l'accés, així i tot molt limitat, dels sectors populars al govern dels consistoris, que estaven completament controlats per les oligarquies locals. En el cas del municipis de la Corona d'Aragó, el règim municipal instituït pels decrets de Nova Planta havia substituït els elements representatius per elements de designació reial per tal de controlar al màxim la vida local. Les tímides reformes de 1766 no tenien entitat suficient per treure de la inanitat les corporacions municipals i això les abocava al fracàs.
A diferència dels diputats del comú, el nombre dels quals era variable segons la població del municipi, de síndic personer només n'hi havia un a cada població. Una instrucció del 26 de juny de 1766 determinà que el síndic personer fos escollit -igual que els diputats del comú- per parròquies o barris, entre els veïns i contribuents, amb vot actiu, per mitjà de sufragi indirecte de segon grau.
La provisió del Consell de Castella també dictaminà que els diputats del comú serien triats per dos anys i, en canvi, no digué res dels personers, per tant, la seva designació continuava sent anual. Amb el temps, se n'amplià el marc d'actuació amb noves responsabilitats. Des de l'any 1767 van intervenir en el repartiment de quotes cadastrals i contribucions entre els veïns. El 1784 van obtenir capacitat fiscalitzadora sobre els comptes dels regidors, i havien de validar amb llur signatura les factures i els pagaments, de manera que havien de conèixer i aprovar les despeses. Entre altres funcions, van rebre autoritat per a escollir jornalers i participar en la compra de material per a reparar els camins.
Tanmateix, la manca d'autonomia de les administracions locals i la influència sobre elles de les oligarquies locals va fer fracassar per complet la reforma, reduint els síndics personers a funcions irrellevants o al no res. El càrrec fou suprimit al s XIX, en ésser creats els ajuntaments constitucionals.